# Rhodopentas
Rhodopentas es un género con trece especies de plantas con flores perteneciente a la familia Rubiaceae.
Es nativo de Etiopía hasta el sur de África tropical.

## Taxonomía
El género fue descrito por Kårehed & B.Bremer y publicado en Taxon 56(4): 1076. 2007.

## Especies
A continuación se brinda un listado de las especies del género Rhodopentas aceptadas hasta enero de 2012, ordenadas alfabéticamente. Para cada una se indica el nombre binomial seguido del autor, abreviado según las convenciones y usos, y la publicación válida.
- Rhodopentas bussei (K.Krause) Kårehed & B.Bremer, Taxon 56: 1076 (2007).
- Rhodopentas parvifolia (Hiern) Kårehed & B.Bremer, Taxon 56: 1076 (2007).